# André Mahé
André Mahé (Paris, 18 de novembro de 1919 - 19 de outubro de 2010) foi um ciclista de estrada francês.